# João Nova
Pour les articles homonymes, voir Nova (homonymie).
João Nova, de son nom complet João Vicente da Nova, est un footballeur portugais né le 1er avril 1907 à Póvoa de Varzim et mort le 20 décembre 1989. Il évoluait au poste de milieu de terrain.

## Biographie

### En club
João Nova est d'abord joueur du Boavista FC lors de la saison 1930-1931,.
Il rejoint le FC Porto en 1931,.
João Nova fait partie des tout premiers Champions du Portugal en 1935,.
Il raccroche les crampons en 1937, au total avec Porto, il dispute 37 matchs pour aucun but marqué en première division portugaise,.

### En équipe nationale
International portugais, il reçoit une unique sélection en équipe du Portugal. Le 11 mars 1934, le Portugal s'incline sur une défaite 0-9 à Madrid lors du barrage-aller pour la Coupe du monde 1934 contre l'Espagne.

## Palmarès
FC Porto
- Championnat du Portugal (1) :
  - Champion : 1934-35.